# Leopold Suhodolčan
Leopold Suhodolčan [léopold- suhodólčan], slovenski pisatelj, * 10. avgust 1928, Žiri, † 8. februar 1980, Golnik, pokopan na Prevaljah. Bil je oče znanega mladinskega pisatelja Primoža Suhodolčana.

## Življenje
Prvih šest let je preživel v Žireh. Ker je bil njegov oče Leopold st. finančni stražnik, se je družina veliko selila. Mati mu je bila Francka (rojena Šorli). Najprej so se selili na Plač pri Svečini, zaradi velike oddaljenosti od šole pa kmalu v Šentilj v Slovenskih goricah. Ko se je začela 2. svetovna vojna, so Nemci zajeli očeta, mama pa je sama skrbela za družino. 
Obiskoval je klasično gimnazijo v Mariboru, kasneje pa se je prepisal na meščansko šolo in jo dokončal. Med šolanjem se je spoprijateljil s Smiljanom Rozmanom, pri literarnem krožku pa s Kajetanom Kovičem. Pedagoško delo je začel v Radljah ob Dravi, leta 1950 pa ga nadaljeval na Osnovna šola Franja Goloba Prevalje. Leto dni kasneje se je odločil za nadaljevanje študija nemščine in slovenščine na Višji pedagoški šoli v Ljubljani. Po diplomi se je vrnil na prevaljsko osnovno šolo, kjer je poučeval slovenski jezik, srbohrvaščino, risanje in marksistično vzgojo, od leta 1957 do 1974 pa je bil ravnatelj. 
Že iz dijaških let je imel izkušnje z odrom, zato so ga gledališki navdušenci sprejeli v svoj krog. Bil je režiser, igralec in scenograf. Tukaj je spoznal svojo kasnejšo ženo Marijo in si z njo na Fari postavil novo hišo. Rodila sta se jima hči Zala, po poklicu zdravnica, ter sin Primož Suhodolčan, ki piše za mladino. 
Bil je prvi predsednik Kulturne skupnosti ter dolga leta predsednik Sveta za kulturo občine Ravne na Koroškem.
Po njem je v okviru Koroške osrednje knjižnice dr. Franca Sušnika na Ravnah poimenovana pionirska knjižnica, v kateri je od leta 1998 spominska soba, kjer hranijo originalne izdaje njegovih del, ponatise, prevode in drugo gradivo. V Spominskem parku na Prevaljah stoji doprsni kip, ki ga je leta 1985 izdelal Mirsad Begić.

## Delo

### Pisatelj
Pisati je začel že v šoli, svoja dela pa je objavljal v glasilu Mlada greda. Pisal je predvsem za otroke, z mladinsko prozo je postal znan tudi v tujini. Njegova dela so prevedena v šestindvajset jezikov, ponatisi del pa izhajajo še danes. Pisal je kratke pripovedi, povesti, radijske in televizijske igre, novele, romane, za odrasle pa predvsem sodobnejšo realistično prozo. Upodabljal je življenje v malem mestu, lotil se je tudi ljubezenske (npr. Trenutki in leta) in vojne tematike (npr. Snežno znamenje). Ideje za pisanje je črpal iz domačega kraja, večkrat je opisal resnične ljudi in kraje, ki jim je spremenil imena. Za pisateljevanje je navdušil tudi svojega sina Primoža Suhodolčana.

### Mentor in urednik
Bil je prvi mentor in ustanovitelj literarnega glasila Vigred (1955), ki danes sodi med najstarejša šolska literarna glasila v Sloveniji. Veliko pozornosti je namenil lepoti jezika. Glasilo je prejelo številne nagrade za vsebino, likovno opremo, tematiko in splošno kvaliteto.
Kot urednik je med letoma 1974 in 1977 deloval pri otroški reviji Kurirček, med letoma 1977 in 1980 pa kot glavni in odgovorni urednik pri knjižnih izdajah založbe Borec.

### Slikar
S slikarstvom se je začel ukvarjati na učiteljišču, kjer je obiskoval slikarski krožek. Upodabljal je predvsem naravo, lotil pa se je tudi portretov. Desetletje je vodil Likovni salon v Koroški osrednji knjižnici dr. Franca Sušnika Ravne na Koroškem, kjer je bila ob peti obletnici pisateljeve smrti samostojna razstava njegovih akvarelov.

### Bralna značka
S profesorjem slovenskega jezika Stankom Kotnikom sta Bralno značko ustanovila leta 1961 na prevaljski šoli. Srečanja s številnimi literati in pogovori o prebranih knjigah so učence le še spodbudili k branju, podelitev bralnih značk pa je veljala za pravi slavnostni dogodek v kraju. Prva značka je bila podeljena na Osnovni šoli Franjo Golob na Prevaljah. Danes bralna značka poteka na skoraj vseh slovenskih osnovnih šolah. Gibanje je poimenovano po slovenskih pisateljih, tako na Koroškem poteka tekmovanje za Suhodolčanovo bralno značko.

## Priznanja in nagrade
- Levstikova nagrada: leta 1965 za knjigo Velikan in Pajac, leta 1980 za knjige Piko Dinozaver, Cepecepetavček, Peter Nos je vsemu kos, Levi in desni klovn in Norčije v gledališču.
- Kajuhova nagrada: leta 1975 za roman Najdaljša noč.
- Priznanje Zlata knjiga: leta 1975 za slikanico Krojaček Hlaček, leta 1976 za Skriti dnevnik in Deček na črnem konju.
- Plaketa kurir Jovica: leta 1977.
- Plaketa Mlado pokolenje: leta 1979 za bogat literarni opus, uredniško delo in soustvarjanje bralne značke.
- Priznanje partizanskega kurirja: leta 1981 za delo namenjeno otrokom in mladini.
- Spominska plaketa: leta 1969 za ustvarjalno delo pri otroški reviji Ciciban.
- Plaketa Prešernove družbe: leta 1978 za dolgoletno širjenje dobrih knjig in opravljanje kulturnega poslanstva.
- Priznanje mentorju: leta 1979 za uspešno delo z mladimi.
- Trubarjeva plaketa: leta 1980 za uspešno in dolgoletno delo pri širjenju knjige.
- Priznanje za dolgoletno plemenito delo pri širjenju dobre knjige: leta 1981.
- Priznanje Zveze prijateljev mladine Ravne na Koroškem: leta 1972.
- Zlata plaketa Prežihovega Voranca: leta 1980 za ustvarjalno delo in širjenje ideje o Prežihovi bralni znački.
- Priznanje S knjigo v svet: leta 1991 za razvoj bralne kulture pri mladih.

Po pisatelju se imenuje ulica v Miklavžu na Dravskem polju in Šentilju v Slovenskih goricah ter Ljubljani, slednja po uradniški pomoti Suhadolčanova.

### Romani
- Svetlice (1965) – družinska kronika (COBISS)
- Bog ljubezni (1968) (COBISS)
- Sledovi molčečih (1970) – kriminalni roman (COBISS)
- Noro življenje (1972) – kolektivni roman (COBISS)
- Najdaljša noč (1975) (COBISS)
- Trenutki in leta (1979) – ljubezenski roman (COBISS)
- Snežno znamenje (1981) – vojni roman (COBISS)

### Kratka proza
- Človek na zidu (1960) (COBISS)
- Dobrijska balada (1967) (COBISS)
- Med reko in zemljo (1977) (COBISS)

### Pripovedna dela za mladino
- Ognjeni možje (1955) – pravljica (COBISS)
- Sejem na zelenem oblaku (1958) – slikanica (COBISS)
- Deček na črnem konju (1961) – roman (COBISS)
- Skriti dnevnik (1961) (COBISS)
- Hi, konjiček (1964) – kratka proza (COBISS)
- Potovanje slona Jumba (1965) – pravljica (COBISS)
- Skriti dnevnik (1965) (COBISS)
- Velikan in pajac (1965) – kratka proza (COBISS)
- Pikapolonček (1968) – kratka proza (COBISS)
- Rdeči lev (1968) – roman (COBISS)
- Veliki in mali kapitan (1968) – kratka proza (COBISS)
- Rumena podmornica (1969) – kratka proza (COBISS)
- Krojaček Hlaček (1970) – slikanica (COBISS)
- Punčka (Suhodolčan) (1970) – kratka proza (COBISS)
- Mornar na kolesu (1973) – kratka proza (COBISS)
- Naočnik in očalnik, mojstra med detektivi (1973) – kratka proza (COBISS)
- Kam se je skril krojaček Hlaček? (1974) – slikanica (COBISS)
- Dvajset slonov (1976)
- Na kmetiji (1976) – slikanica (COBISS)
- Na večerji s krokodilom: nove detektivske mojstrovine Naočnika in Očalnika (1976) (COBISS)
- Naočnik in Očalnik, mojstra med detektivi – kratka proza (COBISS)
- Pipa, klobuk in dober nos (1976) – kratka proza (COBISS)
- 7 nagajivih (1976) – kratka proza (COBISS)
- Kurirčkov dnevnik: kurirček Andrej si je zapisal in narisal v dnevnik, kar je doživel Kurirčkov dnevnik (1977) (COBISS)
- Stopinje po zraku in kako sta jih odkrila Naočnik in Očalnik, mojstra med detektivi (1977) – kratka proza (COBISS)
- Piko Dinozaver (1978) – slikanica (COBISS)
- Zgodilo se je 6. aprila (1978) (COBISS)
- Cepecepetavček (1979) – slikanice (COBISS)
- Levi in desni klovn (1979) – pravljica (COBISS)
- Markov maj (1979) (COBISS)
- O medvedku in dečku (1979) – slikanica (COBISS)
- Peter Nos je vsemu kos (1979) – kratka proza (COBISS)
- PraMatija ali Bučman (1980) – roman (COBISS)
- Pri nas in okoli nas (1981) – roman (COBISS)
- Pisatelj, povej mi (1982) (COBISS)
- Dvanajst slonov (1983) (COBISS)
- Kuža Luža (1984) (COBISS)
- O dedku in medvedku (1987) – slikanica (COBISS)
- Koroške pripovedke (1988) – pravljica (COBISS)

### Najbolj znane gledališke in lutkovne igre
- Ukaz rdečega zmaja (1964) – drama (COBISS)
- Medvedek na obisku (1972) – mladinska igra (COBISS)
- Narobe stvari v mestu Petpedi (Srečna hiša Doberdan, Figole Fagole) (1973) – tri komedije za mlade (COBISS)
- Norčije v gledališču (1979) (COBISS)

### Nekatere radijske igre za otroke
- Čudežna srajca (1956) (COBISS)
- Veliki sejem (1958)
- Deček v avtu (1960)
- Pesmi in balkoni (1961)
- Trije v raketi (1961)
- Dedkova vrata (1972) (COBISS)
- Pojoča hiša (1972) (COBISS)
- Kdo ne sliši trave rasti (1974)